# Lodovico Altieri

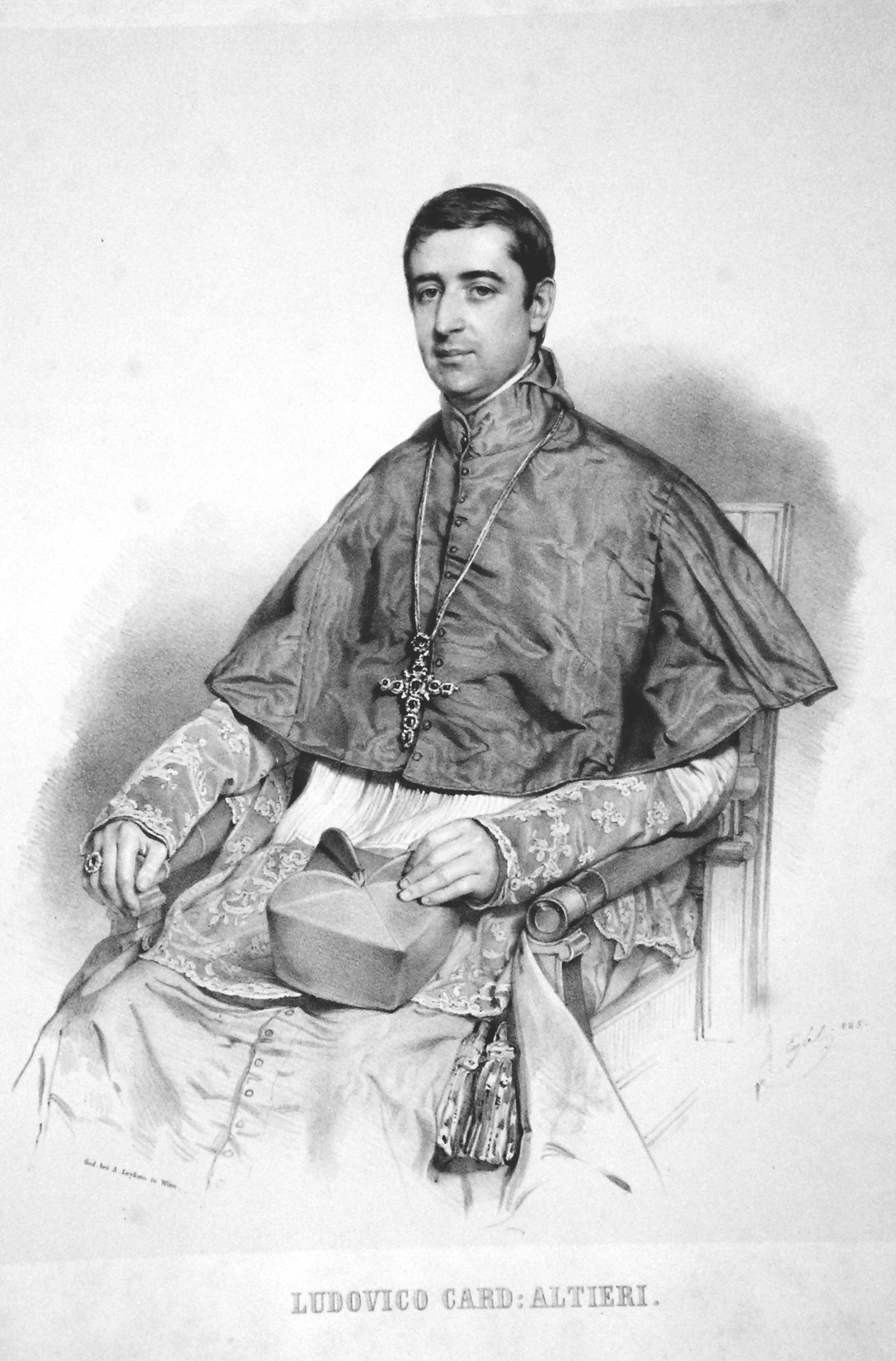
Lodovico Kardinal Altieri (Lithographie von Franz Eybl, ca. 1840)

Lodovico Altieri (* 17. Juli 1805 in Rom; † 11. August 1867 in Albano) war ein Kardinal der römisch-katholischen Kirche, der verschiedenen Päpsten in unterschiedlichen Funktionen diente. Sein Seligsprechungsprozess wurde unter Papst Benedikt XVI. eingeleitet.

## Leben
Lodovico Altieri, in anderer Schreibweise Ludovico, wurde am 17. Juli 1805 als jüngstes von drei Kindern in Rom geboren. Seine beiden älteren Geschwister waren Clemente (6. August 1795–21. Juni 1873) und Augusto (1797–1860), der später Jesuit wurde. Seine Eltern waren Fürst Paluzzo Altieri (21. Juli 1760–10. Januar 1834) und Maria Anna von Sachsen (20. Oktober 1770–24. Dezember 1845), Tochter des sächsischen Regenten Franz Xaver von Sachsen. Er war väterlicherseits verwandt mit Kardinal Paluzzo Paluzzi Altieri degli Albertoni (1623–1698), Kardinalnepot und Adoptivsohn Papst Clemens’ X., und auch mit Papst Clemens X. (Emilio Altieri) selbst. Sein Vater diente von 1801 bis zu seinem Tod als Kommandant der päpstlichen Nobelgarde, nachdem Papst Pius VII. ihn in diese Position berufen hatte. Nach dem Tod des Vaters folgte Lodovicos Bruder Clemente in diesem Amt nach. Lodovico wurde kurz nach seiner Geburt in der Pfarrei San Marco getauft.
Altieri empfing am 24. März 1833 die Priesterweihe. Anschließend wurde er zum Qualifikator der Kongregation für die Glaubenslehre ernannt und diente gleichzeitig als Vikar an der Schule Santa Maria in der Via Lata. Zusätzlich war er damals auch Sekretär an der Kongregation für das Katholische Bildungswesen. Am 11. Juli 1836 zum Titularerzbischof von Ephesus ernannt, spendete ihm Papst Gregor XVI. am 17. Juli 1836 die Bischofsweihe im Petersdom. Mitkonsekratoren waren Giovanni Soglia Ceroni, Lateinischer Patriarch von Konstantinopel und Sekretär der Kongregation für die Bischöfe und Regularkleriker sowie Erzbischof Giacomo Sinibaldi, Präsident der Päpstlichen Akademie für den kirchlichen Adel.
Kurz nach seiner Bischofsweihe wurde Alteri zum apostolischen Nuntius in Wien ernannt und diente als solcher bis 1845. In der Nuntiatur stand ihm der zukünftige Kardinal und päpstlicher Diplomat Gaetano Bedini zur Seite. Alteri war es, der Bedini ermutigte, eine diplomatische Ausbildung anzustreben. Papst Gregor XVI. kreierte Altieri am 14. Dezember 1840 zum Kardinal in pectore, was aber erst nach seinem Rücktritt als Nuntius am 21. April 1845 bekannt gemacht wurde. Er wurde Kardinaldiakon von Santa Maria in Portico. 1845 wurde er pro hac vice zum Kardinalpriester seiner Titeldiakonie erhoben.
Alteri nahm am Konklave von 1846 teil, das Papst Pius IX. wählte. Zusammen mit den Kardinälen Luigi Vannicelli Casoni und Gabriele Sermattei della Genga war er Mitglied des Triumvirats, das Rom zwischen 1849 und 1850 nach der kurzlebigen Römischen Republik regierte. In der Zeit der revolutionären Erhebungen in Rom 1848 floh Altieri mit Papst Pius IX. nach Gaeta. Altieri erwies sich innerhalb des Kardinalats als Zentrum der Opposition zu Giacomo Antonelli.
Von 1855 bis 1857 war Alteri Sekretär der Kongregation für Gedenkstätten und ab 19. März 1857 Kardinalkämmerer der Heiligen Römischen Kirche. Der Kardinal hatte diese Position bis zu seinem Tod inne. Am 17. Dezember 1860 wurde Alteri Kardinalbischof des suburbikarischen Bistums Albano. Später wurde er zum Präfekten der Indexkongregation und am 8. März 1863 von Papst Pius IX. zum Erzpriester der Lateranbasilika ernannt. Alteri pflegte Kontakt mit Johannes Bosco und schickte 1867 Geld für dessen apostolisches Wirken in Turin.
Während der Choleraepidemie, die auch sein Bistum betraf, pflegte Alteri Kranke und Sterbende und zog sich dabei selbst die Krankheit zu, an der er später am 11. August 1867 starb. Seine Beerdigung fand in Santa Maria in Portico statt, seine Beisetzung in Campo Verano.

## Seligsprechungsprozess
Der Seligsprechungsprozess für Altieri begann unter Papst Benedikt XVI. mit der Eröffnung des diözesanen Informationsprozesses am 22. November 2009 in Albano, der am 26. September 2015 abgeschlossen wurde. Der Postulator ist Ulderico Parente.